# Jüdischer Friedhof (Obbornhofen)

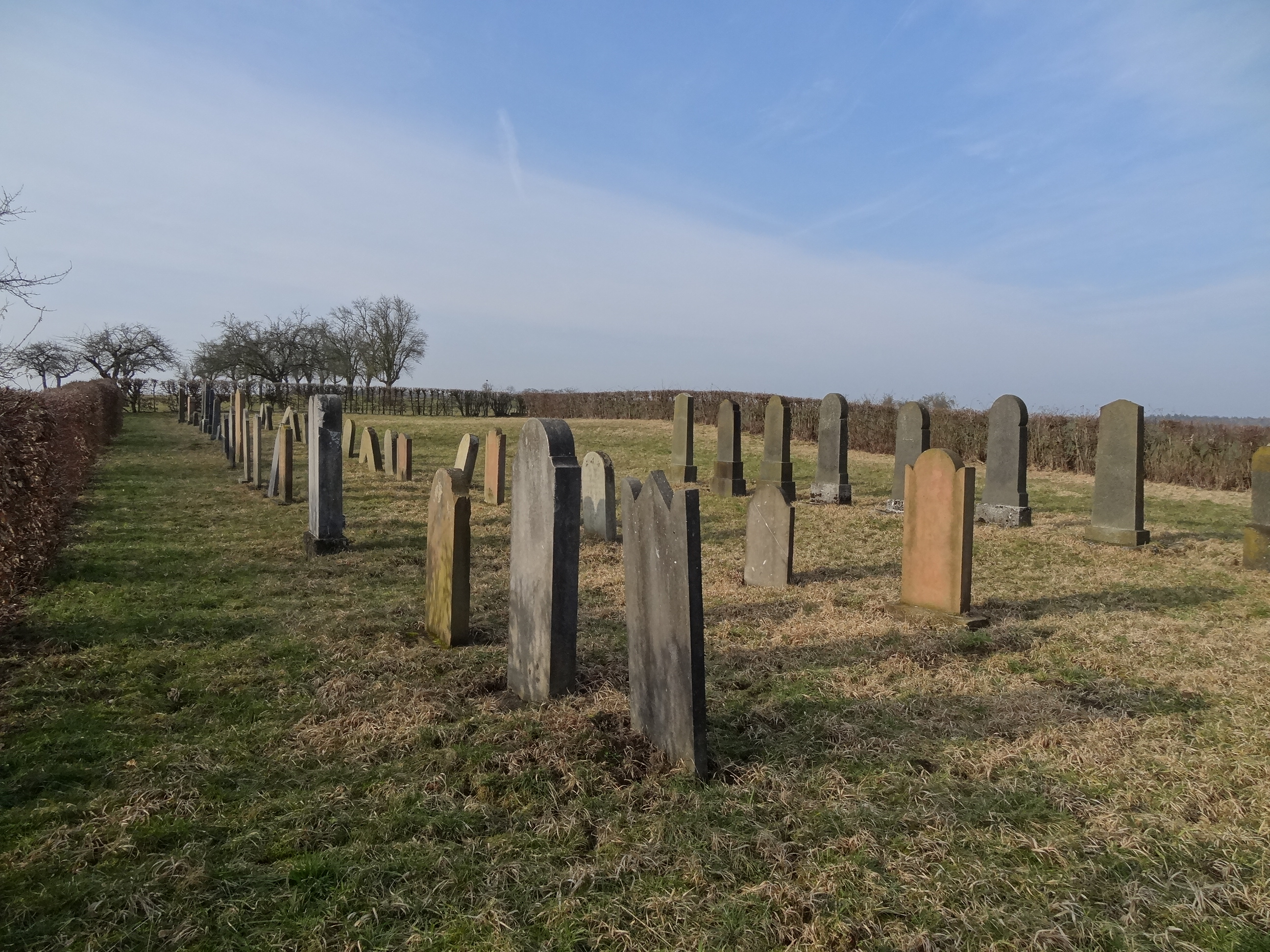
Jüdischer Friedhof in Obbornhofen

Der Jüdische Friedhof in Obbornhofen, einem Stadtteil von Hungen im mittelhessischen Landkreis Gießen, wurde vermutlich im 19. Jahrhundert angelegt. Der Jüdische Friedhof Am Eichelberg ist ein geschütztes Kulturdenkmal.
„Der nordwestlich der Ortslage weit außerhalb gelegene Jüdische Friedhof umfasst eine 1236 m² große, längsrechteckige Parzelle. Er diente auch den Juden aus Bellersheim und Wohnbach als Begräbnisplatz und besitzt noch etwa vierzig, teils umgestürzte Grabsteine.“